# 朝阳公园 (北京)
39°56′04″N 116°28′56″E / 39.934443°N 116.482315°E
朝陽公園是位於北京市朝陽區朝阳公园南路1号的一個公園，規劃總面積爲288.7公頃，为北京四环路以内最大的城市公园。

## 历史
朝阳公园位于朝阳区中部。其前身是建於1984年的水碓子公園。1992年更名为朝阳公园。1999年12月，中共中央总书记江泽民亲为朝阳公园题写园名。党和国家领导人曾在1992年、1996年、2004年三次到朝阳公园参加全民义务植树活动。
1984年到1988年，该公园开展筹建工作，依托水面初步围合形成了“没有围墙的公园”。1988年到1995年，主要是房地产开发和人文景观建设。1995年到2000年，朝阳公园组织“人民公园人民建”工程以及“国庆50周年献礼”工程，1997年朝阳公园建设被列为北京市国庆50周年重点工程，1999年9月建成了朝阳公园南部景区。
2001年，朝阳公园被确定为2008年北京奥运会沙滩排球项目候选场地。2000年起，中共朝阳区委、朝阳区人民政府把朝阳公园建设列为朝阳区重点工程，北京朝阳公园开发经营公司加大筹资、融资力度，完成了朝阳公园规划用地内40多家企业、3900多户居民的搬迁，对已经建成的南部景区实施绿化改造和景区景点建设，对整个北部1300亩的规划用地进行开发建设。2004年9月15日，朝阳公园北部园区建成，实现全园对社会开放。北部园区的建设遵照“平灾结合”的原则，成为北京市继元大都城垣遗址公园后的第二座避难场所。
2006年7月，朝阳公园获朝阳区授予“朝阳公园国际文化展演聚集区”，形成“十一朝阳国际旅游文化节”、“五一朝阳流行音乐周”、“春节朝阳国际风情节”三大活动。朝阳公园的“海洋沙滩狂欢节”获评选为北京市优秀文化活动。FIVB世界沙滩排球大满贯北京赛事也连续5年在朝阳公园沙滩排球主赛场举行。
2008年，北京奥运会沙滩排球比赛在朝阳公园举办。2009年朝阳公园建成沙滩主题乐园，成为北京奥运会场馆赛后利用的成功案例。
在朝阳公园的规划范围内，建设了很多高档酒店、私人会所、餐馆，万科地产、凤凰卫视、八号公馆、蓝色港湾等实际上也建在公园的规划范围内。对于公园用地被蚕食，市民很有意见。2013年，随着中央八项规定的落实，平面媒体报道“位于公园内的私家会所”问题时，报道了朝阳公园附近存在的高档会所。
2014年，朝阳公园健走道正式开放，健走道位于朝阳公园中部和北部，整体呈闭合环路，长度约6公里，宽2米，铺在主路旁，被涂成棕红色。
朝阳公园是各类流行音乐节的重要举办场地。2005年至2007年举办的北京流行音乐节便以朝阳公园为举办场地。2004年创始的朝阳流行音乐周，在2013年更名为潮流音乐节，仍然以朝阳公园和朝阳体育中心为举办场地。
2025年，原北京沙滩排球场被新浪微博公司接手，并将其改造为二次元商业综合体“微博in跨次元引力场”。

## 景区
朝阳公园是国家AAAA级旅游景区、北京市重点公园与精品公园，为北京四环路以内最大的城市公园。（在奥林匹克森林公园建成之前，曾经為北京市內最大的城市公園。）朝阳公园北到亮马桥路，西到朝阳公园路，东到东四环路，南到朝阳公园南路，规划总面积288.7公顷（其中水面面积为68.2公顷），绿化覆盖率87%。
朝阳公园建成了中央首长植树林、艺术广场、生命之源、卧龙叠水、春花园等30多个景点；还建成了勇敢者天地游乐园、羽毛球馆、网球中心、索尼探梦、小人国、乐高小镇等体育文化娱乐设施。
公园东北部的万人广场建有亚布洛尼滑雪场，2009年开业，占地面积3万平方米，每年12月至翌年3月为滑雪期。
朝阳公园的主题项目有：
- 沙滩排球场：沙滩排球场位于公园中部、原北京煤气用具厂的旧址上。朝阳公园沙滩排球场是2008年北京奧運會临时场馆之一，作为沙灘排球項目的比賽場館。沙灘排球場在2005年12月28日開始動工，包括1座有12000个观众席的主賽場、2片熱身場地、6片訓練場地，配套用房8600平方米。项目规划占地面积18万平方米，绿化面积70%以上，是2008年北京奧運會占地面积最大、绿化面积最广的场馆之一。总投资大约为2亿元人民币。奥运会结束后，主赛场等部分场馆和设施获得保留，继续用作开展沙滩排球等活动的场所。[10][11]
- 沙滩主题乐园：位于朝阳公园中部，是北京奥运会沙滩排球比赛训练场地，占地面积20000平方米（包括沙区面积15000平方米，水面面积5000平方米），2009年5月开始改造，同年8月1日建成并对社会开放。游人可在此接受“沙疗”，在沙滩上跑步。2009年8月1日至8月31日，首届海洋沙滩狂欢节在此举办。[12]
- 朝阳规划艺术馆：位于朝阳公园东5门内，靠近沙滩排球场，北京奥运会期间是沙滩排球主赛场附属用房。该馆位于原北京煤气用具厂旧址上，保存了老厂房的建筑风貌，是以规划为主线的艺术性展览馆。通过多媒体等手段，展示朝阳区的建设成果与发展规划。朝阳规划艺术馆于2010年3月16日开馆。[13][14]
- 小人国：位于朝阳公园中心区域，面积1.2万平方米，外形为七彩蜂巢，内有三层，是缩小版的现实城市，目标群体为3-12岁儿童及其家庭，主题为“角色扮演、职业体验”，使儿童在其中体验140多种职业。[15][16]
- 中心岛剧场：位于中心岛以北，东、西、北三面由北湖环抱，南临沙滩排球场西侧路。该项目占地面积15400平方米，建筑面积1215.23平方米。2007年9月始建，2009年5月完工并交付使用。2009年6月6日，在此举办“我为祖国骄傲”北京市庆祝建国60周年文艺汇演节目，中共北京市委书记刘淇致开幕词，北京市市长及北京市各区县党政领导出席。[17]
- 婚礼堂：接近朝阳公园蓝色港湾，北为湖面，西为朝阳公园珍珠剧场和沙滩排球主赛场，南为浪漫雾泉。2007年10月始建，2008年8月完工并交付使用，2008年11月29日对外营业。婚礼堂供新人举办婚礼使用。[18]
- 索尼探梦：位于朝阳公园内，共有三层楼。“索尼探梦”科技馆是索尼公司出资并支持的公益型科技馆，主要面向青少年。“索尼探梦科技馆”被评为全国科普工作先进集体、全国科普教育基地、北京市青少年科普活动基地。[19][20]
- 朝天轮：北京朝天轮旅游观光有限责任公司、北京朝阳公园开发经营公司联合开发的“朝天轮”摩天轮项目，2007年11月开工后，原计划2009年竣工，但在2008年北京奥运会前便已停工，此后该项目长期停工，项目地块也不对游人开放。[4]

朝阳公园的景区景点有：
- 公园南门
- 世纪喷泉广场：位于礼花广场东北，东西宽80米，南北长200米，占地面积2万平方米。由大炮喷泉、雪松喷泉等各类喷泉近600个喷口组成。广场中央有“世纪水门”，是用322条水线与地下32个涌泉组成的门架喷泉。8门“大炮”喷泉直打中央的“世纪水门”。喷池两侧有雪松喷泉、蘑菇喷泉、水花夹径喷泉、彩虹水帘等。喷池北侧有观泉台。[21]
- 生态水溪
- 生命之源
- 北湖
- 荷花湖
- 滨水之舟
- 和平墙
- 中泰友谊亭
- 卧龙叠水
- 雾泉
- 公园雕塑
- 老君庙：2003年，为建设朝阳公园，位于今朝阳公园北部的北京煤气用具厂搬迁，部分厂房及工业设施被完整保留下来。2005年，朝阳公园拆迁煤气用具厂的过程中，发现老君庙，此后进行了修缮。[22][23]

朝阳公园的游乐设施有：
- 勇敢者游乐园

朝阳公园的体育休闲设施有：
- 网球中心
- 李宁羽毛球馆
- 博德维网球馆
- 李宁体育园

朝阳公园为游人提供停车场服务、轮椅租借、多人自行车、自驾电动车、电瓶车服务、游船服务、餐饮服务等等。

## 逸事
2012年7月6日，记者周燕在网络向中国政法大学教授吴法天约架于北京朝阳公园门口，双方如约而至，结果吴法天被打，周燕被行政拘留处罚。事件一时引发社会广泛热议。

## 图集

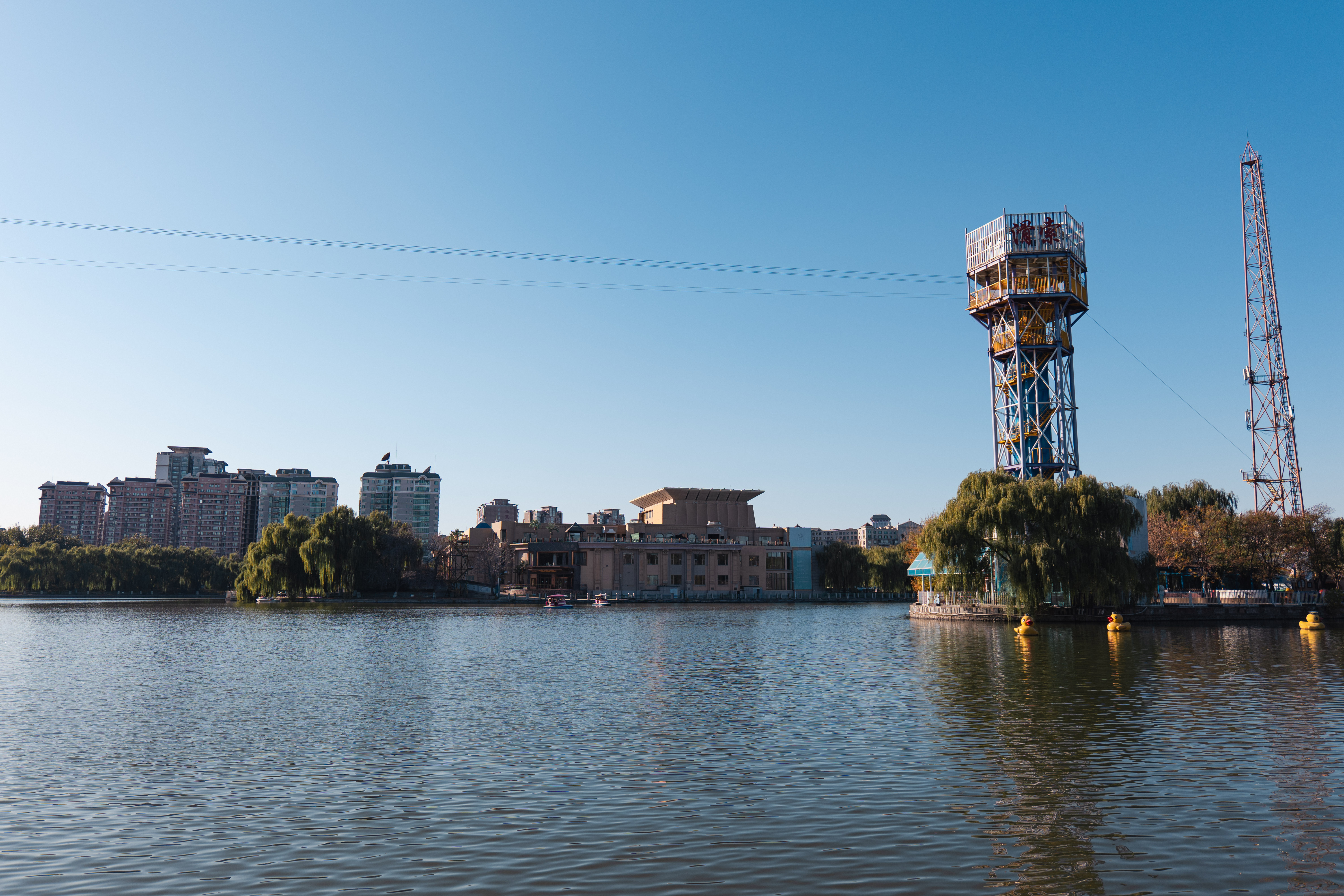
南湖
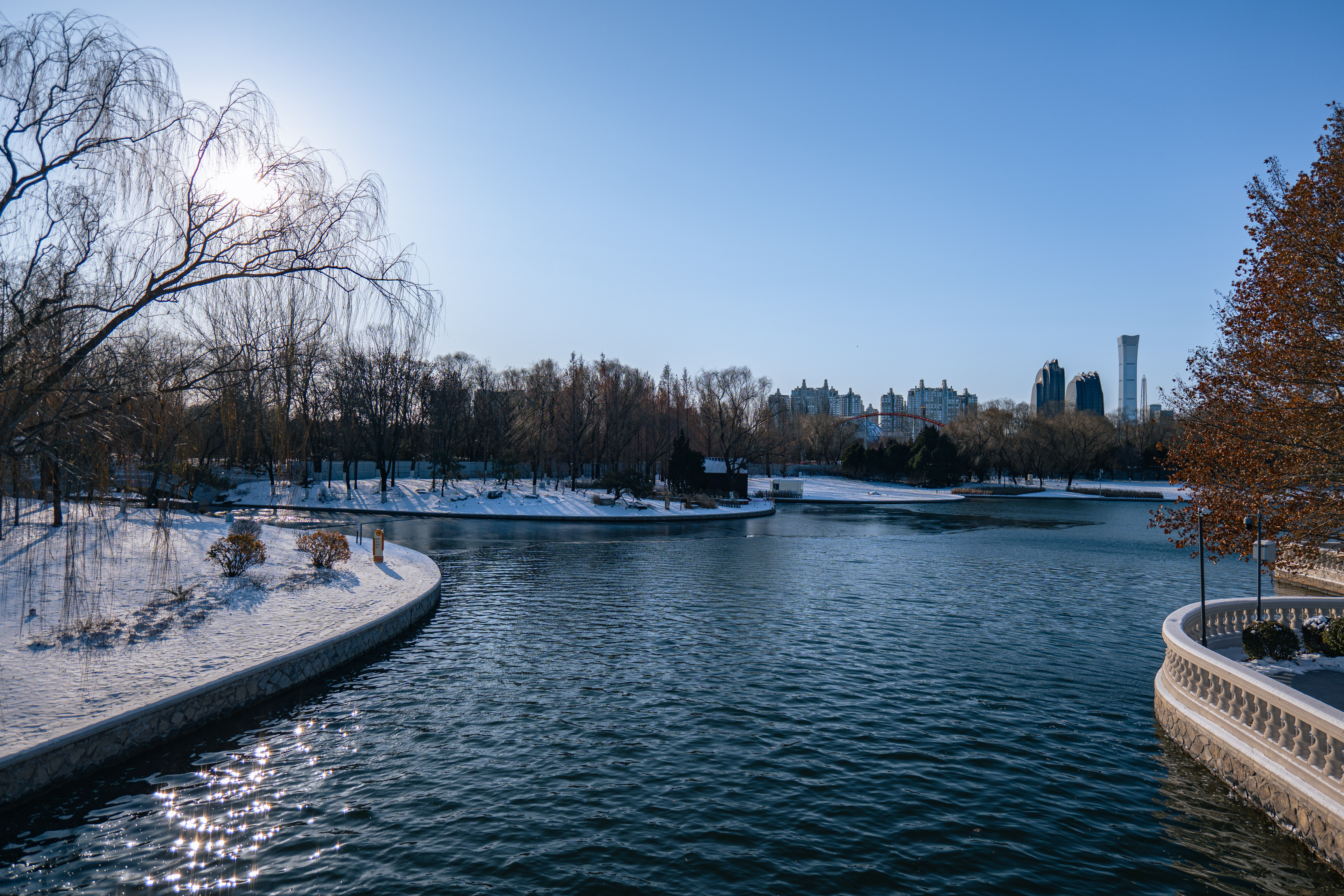
方舟湖，远处可见中国尊
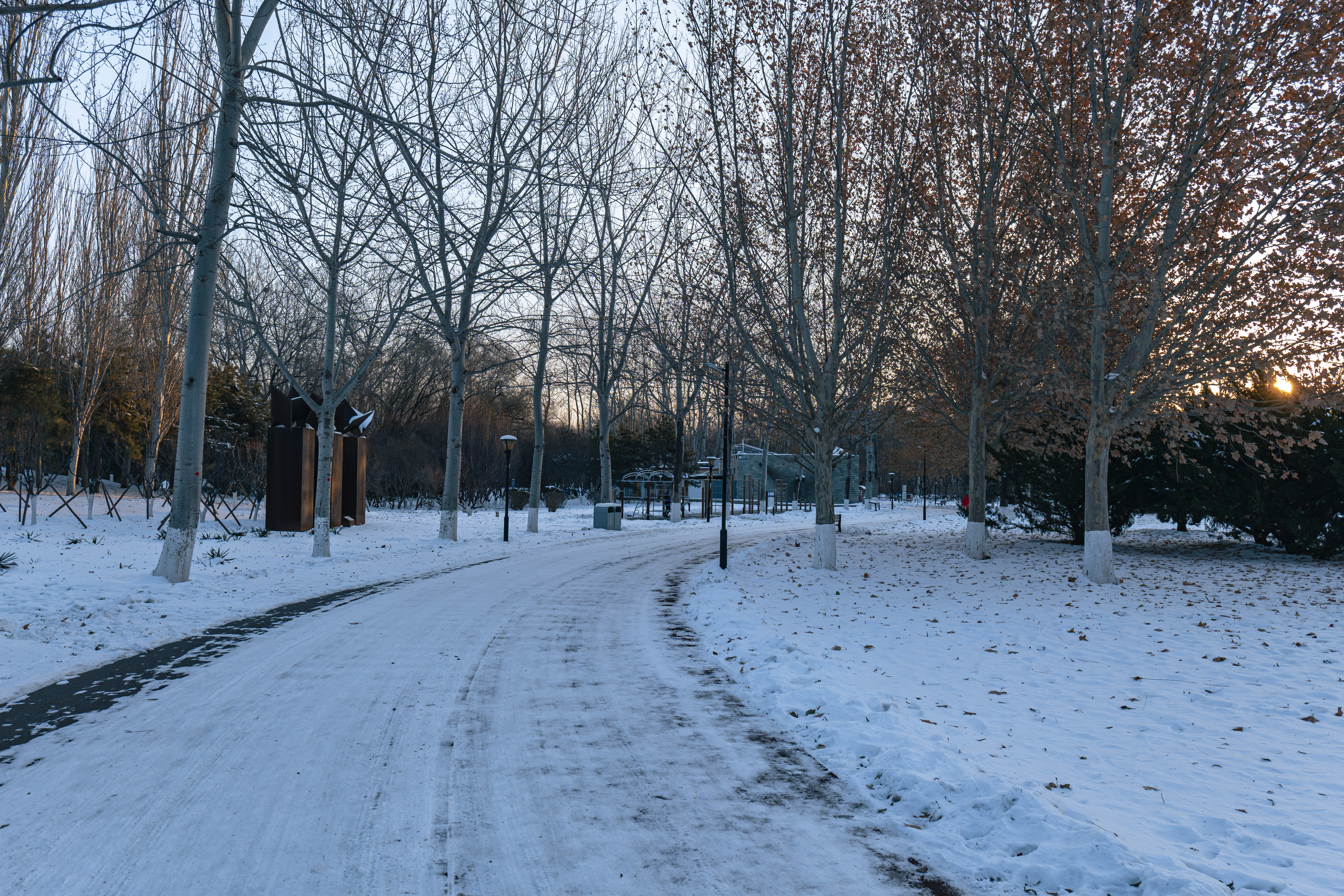
雪后的朝阳公园
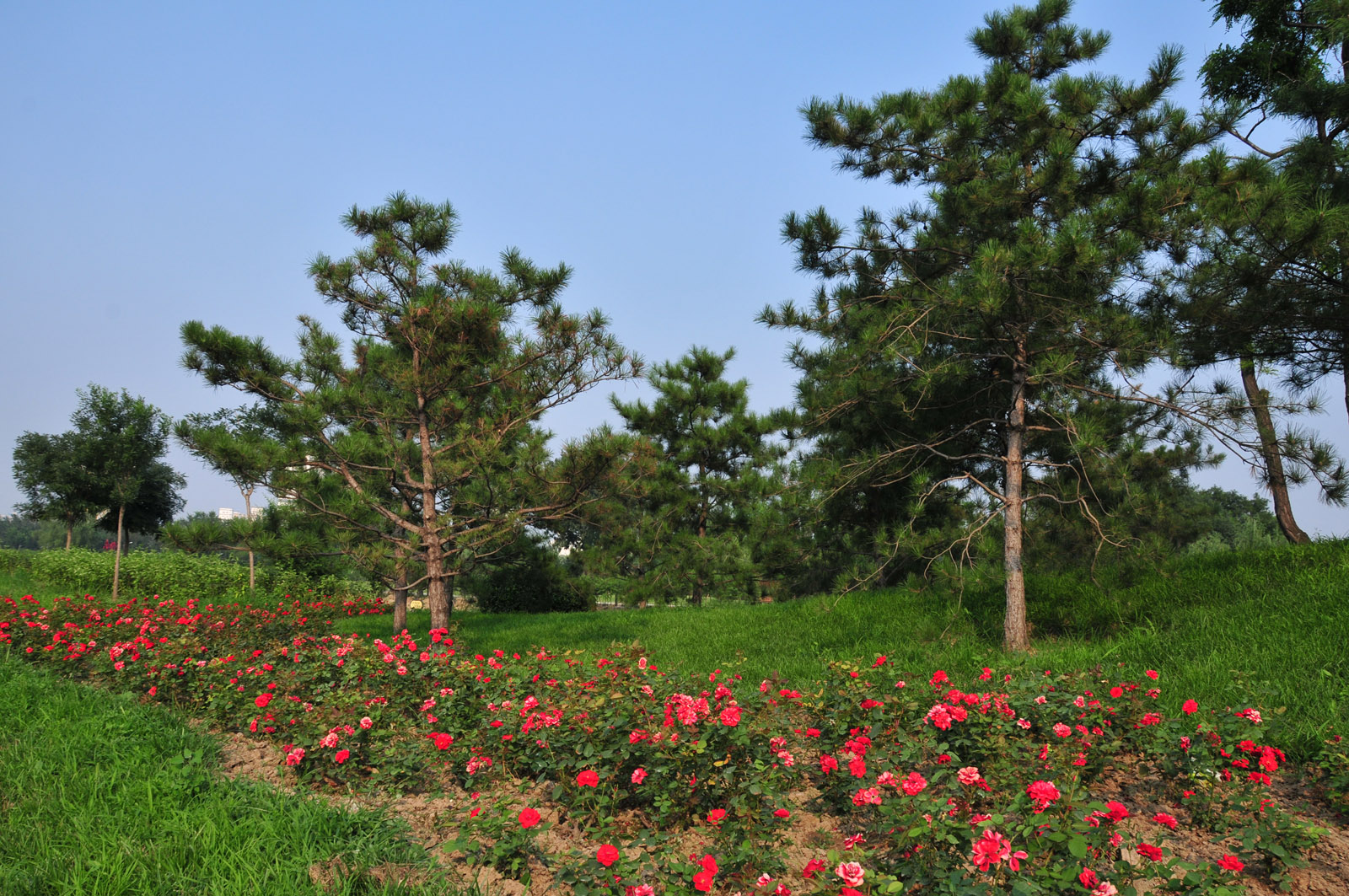
朝阳公园（2008年7月）
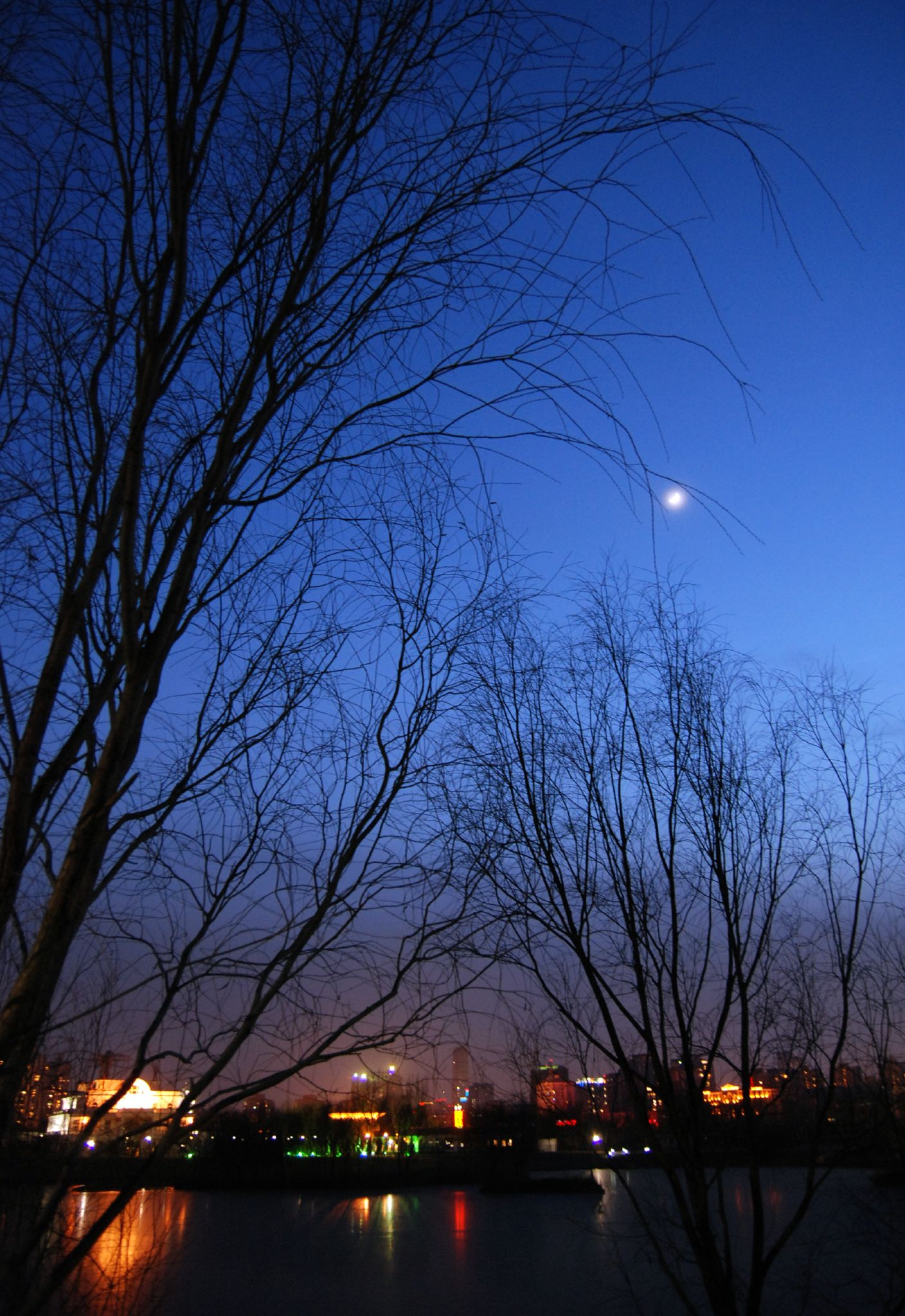
夜色中的朝阳公园
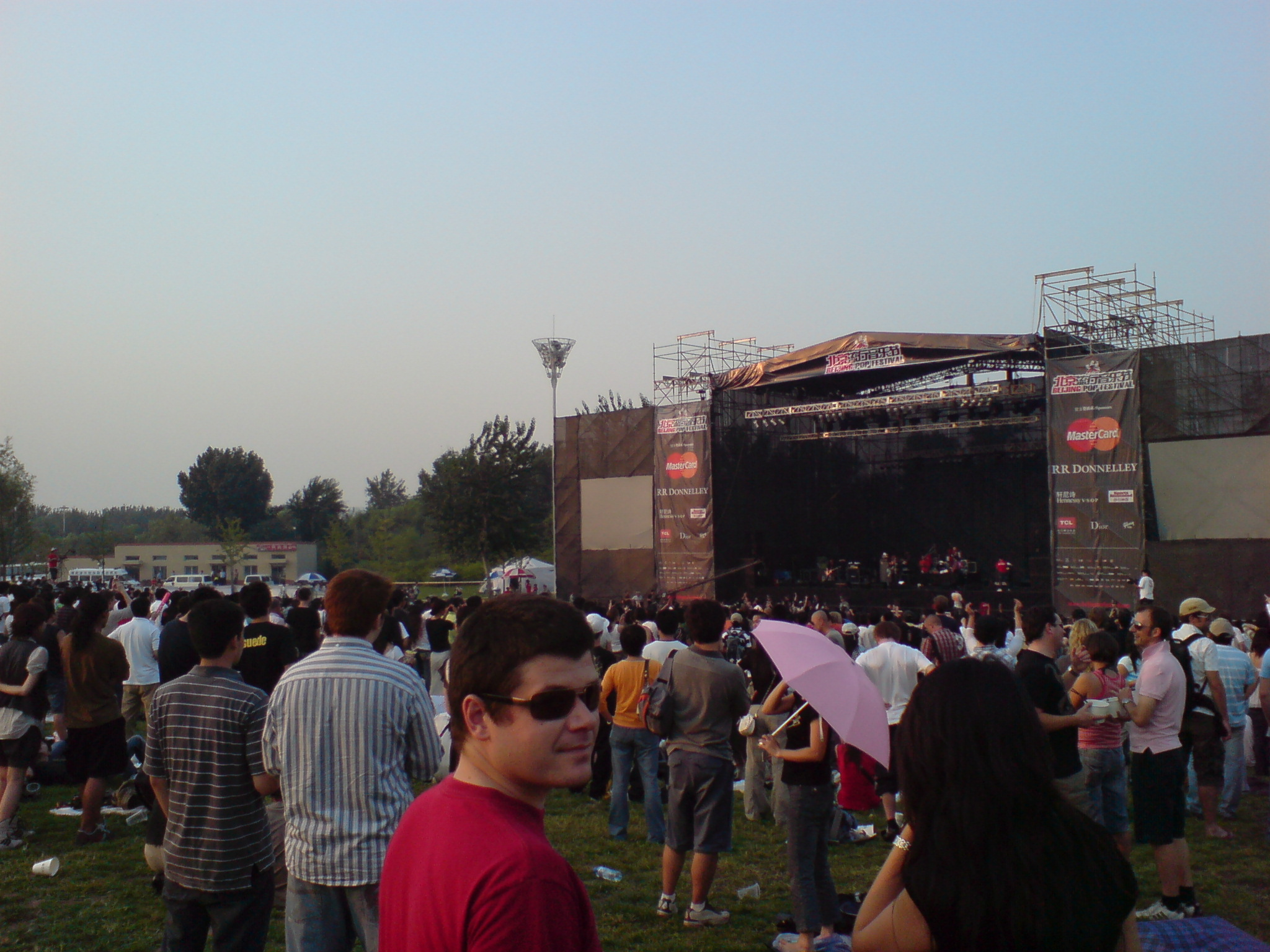
2007年在朝阳公园举办的“北京流行音乐节”。该音乐节于2005年创办，从2005年到2007年每年一届。
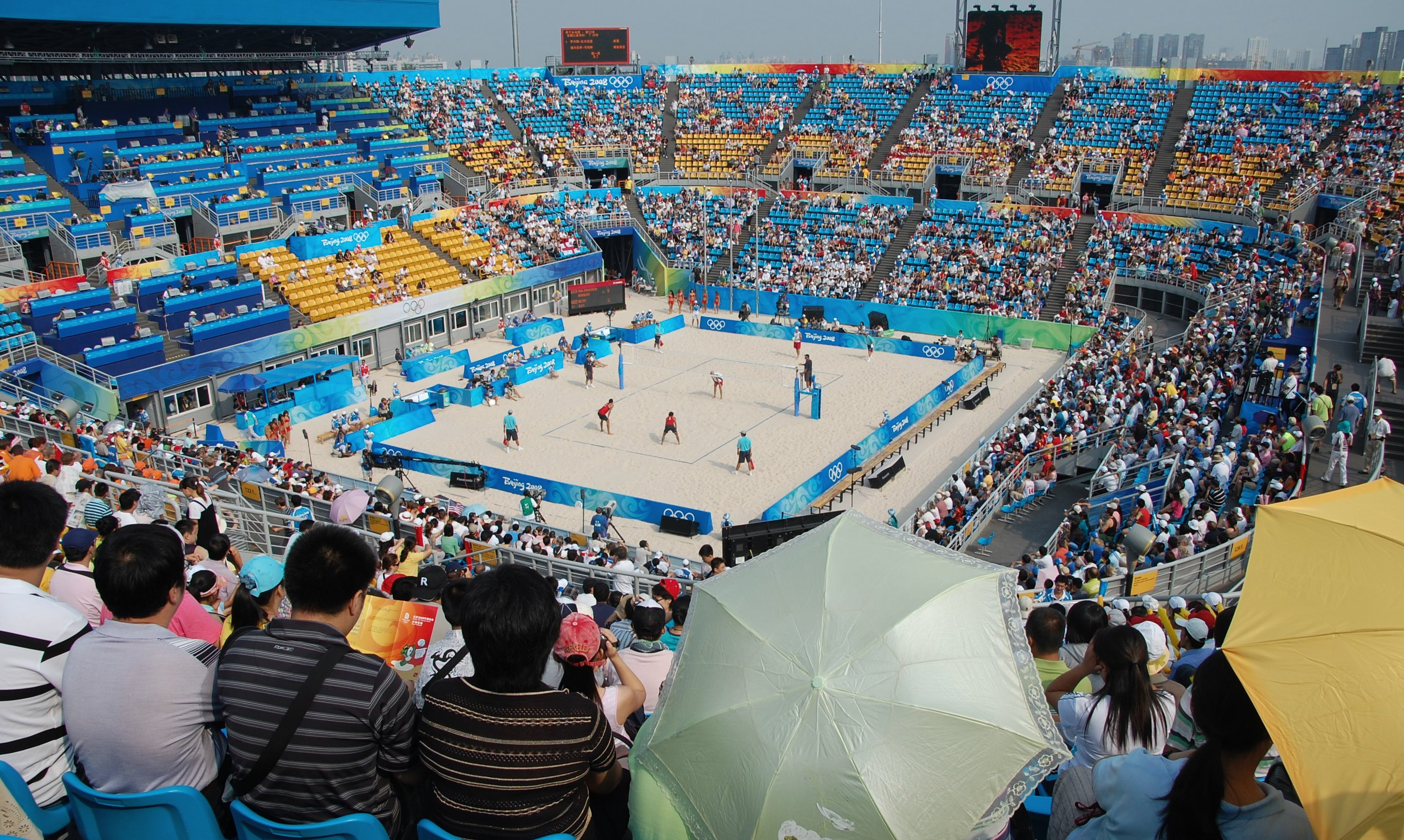
举行北京奥运会沙滩排球比赛时的朝阳公园沙滩排球场
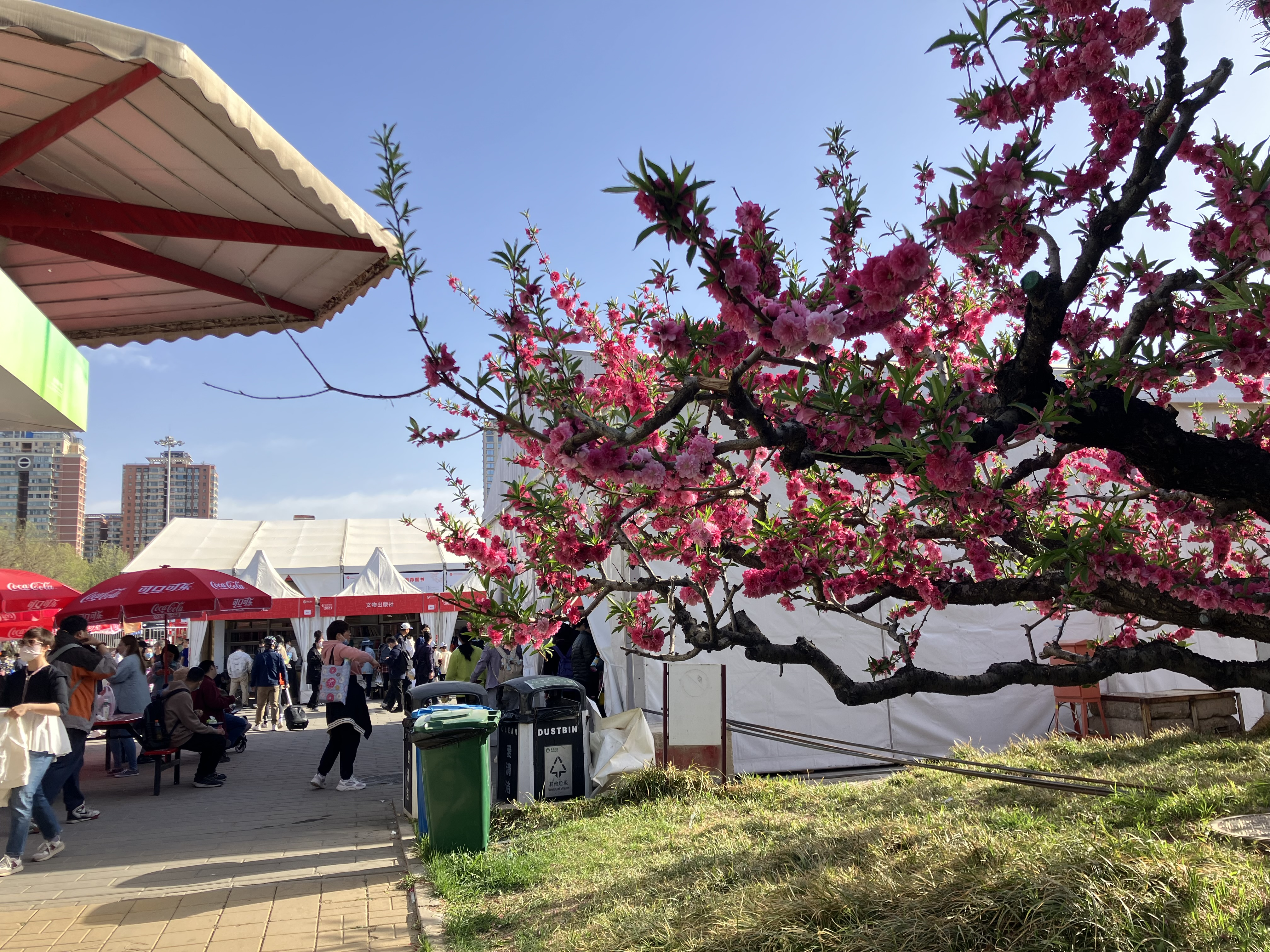
朝阳公园北京书市（2023年4月）